# Boolsen kvartetten
Boolsen Kvartetten var et dansk vokalensemble, der blev dannet i 1942 og især blev kendt for deres udgave af Bamses fødselsdag, der var fast repertoire i Giro 413 i 1950'erne og 60'erne.
Kvartettens medlemmer var:
- Valdemar Boolsen (1916-1991) 1. tenor
- Ole Mortensen (1924-1981) 2. tenor
- Ove Fangel Olsen (1922-) 1. bas
- Svend Aage Møller (1919-1974) 2. bas

Kvartettens medlemmer sang i Danmarks Radios kor i 1930'erne, Radiodrengekoret under Henning Elbirk og Weekendhyttens kor under ledelse af Svend Saaby i 1940'erne.
Boolsen Kvartetten havde deres storhedstid i 1950'erne i årene før vokalgrupperne Four Jacks og Blue Boys dukkede frem.
Kvartetten indspillede de fleste af deres 78' plader på Bent Fabricius-Bjerres plademærke Metronome. Hertil kom en lang række salmer og religiøse sange indspillet på plademærket Felix.
I alt har Boolsen Kvartetten indspillet knap 80 sange.